# Musikjahr 1992
Liste der Musikjahre

◄◄ | ◄ | 1988 | 1989 | 1990 | 1991 | Musikjahr 1992 | 1993 | 1994 | 1995 | 1996 | ► | ►►

Weitere Ereignisse · Country-Musik
Dieser Artikel behandelt das Musikjahr 1992.

## Ereignisse

### Populäre Musik
- 16. Januar: Eric Clapton veröffentlicht sein Album Unplugged, auf dem Lieder wie Tears in Heaven und eine akustische Version des Songs Layla enthalten sind, das sich seither 24 Millionen Mal verkaufte und 1993 drei Grammys gewann.
- 30. März: In den Kinos der Vereinigten Staaten startet der Paul-Verhoeven-Film Basic Instinct mit den Hauptdarstellern Michael Douglas und Sharon Stone. Die Filmmusik von Jerry Goldsmith wird bei der Oscarverleihung 1993, den Golden Globe Awards 1993 und der Saturn-Award-Verleihung 1993 in der Kategorie beste Musik nominiert.
- 20. April: Im Londoner Wembley-Stadion halten die nach dem AIDS-Tod von Freddie Mercury verbliebenen drei Musiker der Rockgruppe Queen vor 72.000 Menschen das Freddie Mercury Tribute Concert for Aids Awareness ab. Bei dem Konzert, das live in Fernsehen und Radio übertragen wird, treten zahlreiche Musiker auf und Elizabeth Taylor hält eine Rede. Mit den Einnahmen wird der Mercury Phoenix Trust gegründet.
- 09. Mai: Linda Martin gewinnt in Malmö mit dem Lied Why Me? für Irland die 37. Auflage des Eurovision Song Contest.
- 17. Juli: Die Guns N’ Roses/Metallica Stadium Tour beginnt in Washington, D.C. Sie dauert bis zum 6. Oktober des Jahres und gilt als eine der erfolgreichsten Tourneen in der Geschichte des Heavy Metal.
- 04. September: Auf dem Gelände von Edinburgh Castle findet die Live-Premiere des Albums Tubular Bells II von Mike Oldfield statt.
- 21. Oktober: Der veröffentlichte Bildband SEX der Künstlerin Madonna löst den beabsichtigten Skandal aus, was die Verkaufszahlen antreibt. Es ist eines der erfolgreichsten Coffee Table Books.
- 03. November: Rage Against the Machines erstes Album Rage Against the Machine erscheint.

### Musikfestivals und -tourneen
- Eric Clapton – Eric Clapton World Tour 1992
- Dire Straits – On Every Street Tour
- Genesis – We Can’t Dance Tour
- Guns N’ Roses – Use Your Illusion Tour
- Michael Jackson – Dangerous World Tour
- Bruce Springsteen – Bruce Springsteen 1992–1993 World Tour
- Die Toten Hosen – Menschen, Tiere, Sensationen Tour
- U2 – Zoo TV Tour
- Yes – Union Tour

### Musiktheater
- 19. Februar: Uraufführung des Musicals Crazy for You von George Gershwin am Shubert Theater in New York, einer bearbeiteten Version von George Gershwins Musical Girl Crazy.
- 18. März: Uraufführung der Oper Eréndira von Violeta Dinescu in München
- 29. April: Uraufführung des Musicals Falsettos mit Musik und Liedtexten von William Finn und dem Buch von William Finn und James Lapine im John Golden Theatre in New York City.
- 02. September: Aribert Reimanns Oper Das Schloss nach dem gleichnamigen Roman von Franz Kafka wird an der Deutschen Oper Berlin uraufgeführt.
- 03. September: Die Welt-Uraufführung des Musical Elisabeth von Michael Kunze und Sylvester Levay findet im Theater an der Wien unter der Regie von Harry Kupfer statt. In den Hauptrollen sind Pia Douwes als Elisabeth von Österreich und Uwe Kröger als der Tod zu hören.

### Klassische Musik
- 01. Januar: Das diesjährige Neujahrskonzert der Wiener Philharmoniker wird von Carlos Kleiber dirigiert.
- 28. Oktober: Loriots Der Ring an einem Abend wird mit Kräften des Mannheimer Nationaltheaters uraufgeführt.
- 00. Mai: Das Erste Europäische Jugendchorfestival findet in Basel statt. Es wird von nun an alle drei Jahre ausgerichtet.
- Die Konzertveranstaltung Christmas in Vienna findet seit 1992 regelmäßig in Wien statt.
- Dolores White: Las Tarantulas für Violoncello und Klavier

## Musikcharts

### Deutschland
| Singles                                 | Position | Alben                                    |
| --------------------------------------- | -------- | ---------------------------------------- |
|                                         |          |                                          |
| Rhythm Is a Dancer Snap!                | 1        | We Can’t Dance Genesis                   |
| It’s My Life Dr. Alban                  | 2        | Greatest Hits Queen                      |
| Das Boot U 96                           | 3        | Dangerous Michael Jackson                |
| Sweat (A La La La La Long) Inner Circle | 4        | Jaja Westernhagen                        |
| ABBA-esque Erasure                      | 5        | Use Your Illusion II Guns n’ Roses       |
| To Be with You Mr. Big                  | 6        | Stars Simply Red                         |
| Please Don’t Go Double You              | 7        | Nevermind Nirvana                        |
| Don’t Talk Just Kiss Right Said Fred    | 8        | Greatest Hits II Queen                   |
| Knockin’ on Heaven’s Door Guns N’ Roses | 9        | Use Your Illusion I Guns n’ Roses        |
| Jive Connie Connie Francis              | 10       | KuschelRock 5 (Verschiedene Interpreten) |

Die längsten Nummer-eins-Singles
Lieder, die die meiste Zeit während eines anderen Jahres auf Platz eins der Charts verbrachten, werden hier nicht aufgeführt.
1. U 96 – Das Boot (13 Wochen)
2. Inner Circle – Sweat (A La La La La Long) (12 Wochen)
3. Snap! – Rhythm Is a Dancer (10 Wochen)

Die längsten Nummer-eins-Alben
Alben, die die meiste Zeit während eines anderen Jahres auf Platz eins der Charts verbrachten, werden hier nicht aufgeführt.
1. Genesis – We Can’t Dance (20 Wochen)
2. Westernhagen – Jaja (12 Wochen)
3. ABBA – ABBA Gold – Greatest Hits (9 Wochen)

Alle Nummer-eins-Hits und die Hits des Jahres

### Österreich
| Singles                                                   | Position | Alben                                    |
| --------------------------------------------------------- | -------- | ---------------------------------------- |
|                                                           |          |                                          |
| It’s My Life Dr. Alban                                    | 1        | We Can’t Dance Genesis                   |
| Rhythm Is a Dancer Snap!                                  | 2        | Greatest Hits II Queen                   |
| ABBA-esque (EP) Erasure                                   | 3        | Use Your Illusion II Guns N’ Roses       |
| Das Boot U 96                                             | 4        | Stars Simply Red                         |
| To Be with You Mr. Big                                    | 5        | Dangerous Michael Jackson                |
| Justified & Ancient The KLF                               | 6        | Love Songs Elton John                    |
| Don’t Let the Sun Go Down on Me George Michael/Elton John | 7        | Greatest Hits Queen                      |
| Jive Connie Connie Francis                                | 8        | The Madman’s Return Snap!                |
| Knockin’ on Heavens Door Guns N’ Roses                    | 9        | The One Elton John                       |
| You Ten Sharp                                             | 10       | Watumba! Erste Allgemeine Verunsicherung |

Die längsten Nummer-eins-Singles
Lieder, die die meiste Zeit während eines anderen Jahres auf Platz 1 der Charts verbrachten, werden hier nicht aufgeführt.
1. Erasure – ABBA-esque (EP) (8 Wochen)
2. Salt ’n’ Pepa – Let’s Talk About Sex; U 96 – Das Boot; Power Pack – Birthday Song (jeweils 7 Wochen)
3. Dr. Alban – It’s My Life (6 Wochen)

Die längsten Nummer-eins-Alben
Alben, die die meiste Zeit während eines anderen Jahres auf Platz eins der Charts verbrachten, werden hier nicht aufgeführt.
1. Genesis – We Can’t Dance (8 Wochen)
2. ABBA – ABBA Gold – Greatest Hits (7 Wochen)
3. Ostbahn Kurti & die Chefpartie – A blede Gschicht … (6 Wochen)

Alle Nummer-eins-Hits und die Hits des Jahres

### Schweiz
| Singles                                                     | Position | Alben                              |
| ----------------------------------------------------------- | -------- | ---------------------------------- |
|                                                             |          |                                    |
| It’s My Life Dr. Alban                                      | 1        | Greatest Hits II Queen             |
| Rhythm Is a Dancer Snap!                                    | 2        | We Can’t Dance Genesis             |
| To Be with You Mr. Big                                      | 3        | Greatest Hits I Queen              |
| You Ten Sharp                                               | 4        | Dangerous Michael Jackson          |
| ABBA-esque Erasure                                          | 5        | Use Your Illusion II Guns n’ Roses |
| Please Don’t Go Double You                                  | 6        | Schlachtplatte Patent Ochsner      |
| Don’t Let the Sun Go Down on Me George Michael & Elton John | 7        | Adrenalize Def Leppard             |
| Knockin’ on Heaven’s Door Guns n’ Roses                     | 8        | Gotthard                           |
| Das Boot U 96                                               | 9        | Stars Simply Red                   |
| How Do You Do! Roxette                                      | 10       | Nevermind Nirvana                  |

Die längsten Nummer-eins-Singles
Lieder, die die meiste Zeit während eines anderen Jahres auf Platz 1 der Charts verbrachten, werden hier nicht aufgeführt.
1. Snap! – Rhythm Is a Dancer (10 Wochen)
2. U 96 – Das Boot (8 Wochen)
3. Mr. Big – To Be with You (7 Wochen)

Die längsten Nummer-eins-Alben
Alben, die die meiste Zeit während eines anderen Jahres auf Platz eins der Charts verbrachten, werden hier nicht aufgeführt.
1. Queen – Greatest Hits II; Elton John – The One (jeweils 11 Wochen)
2. ABBA – ABBA Gold – Greatest Hits (8 Wochen)
3. Bruce Springsteen – Human Touch; Def Leppard – Adrenalize; Vaya Con Dios – Time Flies (jeweils 5 Wochen)

Alle Nummer-eins-Hits und die Hits des Jahres

### Vereinigtes Königreich
| Singles                                | Position | Alben                                  |
| -------------------------------------- | -------- | -------------------------------------- |
|                                        |          |                                        |
| I Will Always Love You Whitney Houston | 1        | Stars Simply Red                       |
| Rhythm Is a Dancer Snap!               | 2        | Back to Front Lionel Richie            |
| Would I Lie to You? Charles & Eddie    | 3        | Greatest Hits: 1965 – 1992 Cher        |
| Stay Shakespear’s Sister               | 4        | Dangerous Michael Jackson              |
| Please Don’t Go / Game Boy KWS         | 5        | Glittering Prize 81/92 Simple Minds    |
| ABBA-esque (EP) Erasure                | 6        | Diva Annie Lennox                      |
| Ain’t No Doubt Jimmy Nail              | 7        | Timeless (The Classics) Michael Bolton |
| Heal the World Michael Jackson         | 8        | Divine Madness Madness                 |
| End of the Road Boyz II Men            | 9        | We Can’t Dance Genesis                 |
| Goodnight Girl Wet Wet Wet             | 10       | Pop! The First 20 Hits Erasure         |

Die längsten Nummer-eins-Singles
Lieder, die die meiste Zeit während eines anderen Jahres auf Platz 1 der Charts verbrachten, werden hier nicht aufgeführt.
1. Shakespear’s Sister – Stay (8 Wochen)
2. Snap! – Rhythm Is a Dancer (6 Wochen)
3. KWS – Please Don’t Go / Game Boy; Erasure – ABBA-esque (EP); Whitney Houston – I Will Always Love You (jeweils 5 Wochen)

Die längsten Nummer-eins-Alben
Alben, die die meiste Zeit während eines anderen Jahres auf Platz eins der Charts verbrachten, werden hier nicht aufgeführt.
1. Simply Red – Stars (9 Wochen)
2. Lionel Richie – Back to Front (6 Wochen)
3. Cher – Greatest Hits: 1965 – 1992 (5 Wochen)

Alle Nummer-eins-Hits und die Hits des Jahres

### Vereinigte Staaten
Die längsten Nummer-eins-Singles
Lieder, die die meiste Zeit während eines anderen Jahres auf Platz 1 der Charts verbrachten, werden hier nicht aufgeführt.
1. Boyz II Men – End of the Road (13 Wochen)
2. Kris Kross – Jump (8 Wochen)
3. Mr. Big – To Be with You; Vanessa Williams – Save the Best for Last; Sir Mix-a-Lot – Baby Got Back Whitney Houston – I Will Always Love You (jeweils 5 Wochen)

Die längsten Nummer-eins-Alben
Alben, die die meiste Zeit während eines anderen Jahres auf Platz eins der Charts verbrachten, werden hier nicht aufgeführt.
1. Billy Ray Cyrus – Some Gave All (17 Wochen)
2. Garth Brooks – Ropin’ the Wind (10 Wochen)
3. Garth Brooks – The Chase (7 Wochen)

Alle Nummer-eins-Hits und die Hits des Jahres

### Charts in weiteren Ländern
Siehe auch: Nummer-eins-Hits 1992 in  Australien, Belgien, Dänemark, Deutschland, Finnland, Frankreich, Irland, Italien, Japan, Kanada, Neuseeland, den Niederlanden, Norwegen, Österreich, Schweden, der Schweiz, Spanien, Ungarn, den Vereinigten Staaten und im Vereinigten Königreich.

## Musikpreise und Ehrungen

### Grammy Awards 1992
Single des Jahres (Record of the Year):
- Unforgettable von Natalie Cole mit Nat King Cole

Album des Jahres (Album of the Year):
- Unforgettable von Natalie Cole

Song des Jahres (Song of the Year):
- Unforgettable von Natalie Cole mit Nat King Cole (Autor: Irving Gordon)

Bester neuer Künstler (Best New Artist):
- Marc Cohn

### Oscar 1992

#### Beste Filmmusik
Alan Menken – Die Schöne und das Biest (Beauty and the Beast)
George Fenton – König der Fischer (The Fisher King)
James Newton Howard – Herr der Gezeiten (The Prince of Tides)
Ennio Morricone – Bugsy
John Williams – JFK – Tatort Dallas (JFK)

#### Bester Song
„Beauty and the Beast“ aus Die Schöne und das Biest (Beauty and the Beast) – Howard Ashman, Alan Menken
„Be Our Guest“ aus Die Schöne und das Biest (Beauty and the Beast) – Alan Menken, Howard Ashman
„Belle“ aus Die Schöne und das Biest (Beauty and the Beast) – Alan Menken, Howard Ashman
„(Everything I Do) I Do It for You“ aus Robin Hood – König der Diebe (Robin Hood: Prince of Thieves) – Bryan Adams, Michael Kamen, Robert John Lange
„When You’re Alone“ aus Hook – Leslie Bricusse, John Williams

#### Bester Tonschnitt
Gloria S. Borders, Gary Rydstrom – Terminator 2 – Tag der Abrechnung (Terminator 2: Judgment Day)
Richard Hymns, Gary Rydstrom – Backdraft – Männer, die durchs Feuer gehen (Backdraft)
F. Hudson Miller, George Watters II – Star Trek VI: Das unentdeckte Land (Star Trek VI: The Undiscovered Country)

#### Beste Tonmischung
Tom Johnson, Lee Orloff, Gary Rydstrom, Gary Summers – Terminator 2 – Tag der Abrechnung (Terminator 2: Judgment Day)
Tom Fleischman, Christopher Newman – Das Schweigen der Lämmer (The Silence of the Lambs)
David J. Hudson, Doc Kane, Mel Metcalfe, Terry Porter – Die Schöne und das Biest (Beauty and the Beast)
Gregg Landaker, Tod A. Maitland, Michael Minkler – JFK – Tatort Dallas (JFK)
Gary Rydstrom, Gary Summers, Randy Thom, Glenn Williams – Backdraft – Männer, die durchs Feuer gehen (Backdraft)

### Musikwettbewerbe
Eurovision Song Contest
1. Linda Martin: Why Me?
2. Michael Ball: One Step Out of Time
3. Mary Spiteri: Little Child
4. Mia Martini: Rapsodia
5. Cleopatra: Olou tou kosmou i elpida

## Jahresbestenlisten

### Popkultur.de
1. Sir Mix-a-Lot – Baby Got Back
2. Roxette – How Do You Do!
3. Dr. Alban – It’s My Life
4. U96 – Das Boot
5. Guns n’ Roses – Knockin’ on Heaven’s Door
6. Red Hot Chili Peppers – Under the Bridge
7. Die Fantastischen Vier – Die da!?!
8. Inner Circle – Sweat (A La La La La Long)
9. Genesis – I Can’t Dance
10. Mr. Big – To Be with You

## Gründungen und Auflösungen

### Gründungen
- ABBA 99 – deutsche Tribute-Band
- Amon Amarth – schwedische Melodic-Death-Metal-Band aus Tumba
- Blink (später wegen Rechtsstreit in Blink-182 umbenannt) – US-amerikanische Rock-Band aus San Diego
- Bloodhound Gang – US-amerikanische Band
- Broilers – Punkband aus Düsseldorf
- Cement – US-amerikanische Alternative- und Rap-Metal-Band
- Edguy – deutsche Power-Metal-Band aus Fulda
- Ensemble Sortisatio – deutsches Ensemble für zeitgenössische Musik
- Fettes Brot – deutsche Hip-Hop- und Pop-Gruppe aus Hamburg
- Government Alpha – von Yasutoshi Yoshida gegründetes Japanoise-Projekt
- Grup Munzur – türkische Folkband
- Hanson – US-amerikanische Band aus Tulsa
- Helheim (Band) – norwegische Viking-Metal-Band
- MSBR – Japanoise-Projekt
- Pikkardijska Terzija – ukrainische A-cappella-Gruppe
- Pin-Occhio – italienisches Dance-Projekt
- Play The Tracks Of – österreichisches Synthiepop-Duo aus Wien
- The Moon Lay Hidden Beneath a Cloud – österreichisches Neofolk-Duo
- Tito & Tarantula – US-amerikanische Rockband
- Wu-Tang Clan – US-amerikanische Hip-Hop-Gruppe aus New York City

### Auflösungen
- Tambourine – niederländische Popgruppe

## Neuveröffentlichungen (Auswahl)

### Lieder und Kompositionen
| Lied                                           | Text                                               | Musik                                              | Erstinterpret                                         | Label                                                | Veröffentlichung   | Genre                                    | Album                                                | Weitere Informationen |
| ---------------------------------------------- | -------------------------------------------------- | -------------------------------------------------- | ----------------------------------------------------- | ---------------------------------------------------- | ------------------ | ---------------------------------------- | ---------------------------------------------------- | --------------------- |
| Achy Breaky Heart                              | Don von Tress                                      | Don von Tress                                      | Billy Ray Cyrus                                       | Mercury Records, PolyGram                            | 23. März 1992      | Country-Rock                             | Some Gave All                                        |                       |
| Baby Got Back                                  | Anthony Ray                                        | Anthony Ray                                        | Sir Mix-a-Lot                                         |                                                      | 4. März 1992       | Hip-Hop, Dirty Rap, Miami Bass           | Mack Daddy                                           |                       |
| Beautiful Maria of My Soul                     | Arne Glimcher, Robert Kraft                        | Arne Glimcher, Robert Kraft                        | Los Lobos                                             | Elektra Records                                      | 1992               | Filmsong, Mambo                          | The Mambo Kings (Original Motion Picture Soundtrack) |                       |
| BittebitteBarbarella                           | Stephan Remmler                                    | Stephan Remmler                                    | Stephan Remmler                                       |                                                      | 1992               | Schlager                                 | BarbarellaMortadellaohneTeller                       |                       |
| Come Talk to Me                                | Peter Gabriel                                      | Peter Gabriel                                      | Peter Gabriel                                         | Real World Records                                   | 27. September 1992 | Artrock, Popmusik, Progressive Rock      | Us                                                   |                       |
| Freak Me                                       | Keith Sweat, Roy „Righteous“ Murray                | Keith Sweat, Roy „Righteous“ Murray                | Silk                                                  |                                                      | 1992               | Pop                                      | Lose Control                                         |                       |
| Fuck wit Dre Day (And Everybody’s Celebratin’) | André Young, Calvin Broadus, Colin Wolfe           | André Young, Calvin Broadus, Colin Wolfe           | Dr. Dre feat. Snoop Doggy Dogg, RBX und Jewell        | Death Row Records                                    | 15. Dezember 1992  | Hip-Hop, G-Funk, Gangsta-Rap, Battle-Rap | The Chronic                                          |                       |
| Happiness in Slavery                           | Trent Reznor                                       | Trent Reznor                                       | Nine Inch Nails                                       | TVT Records, Nothing Records                         | November 1992      | Industrial Rock                          | Broken                                               |                       |
| Hello (Turn Your Radio On)                     | Marcella Detroit, Siobhan Fahey, Jean Guiot        | Marcella Detroit, Siobhan Fahey, Jean Guiot        | Shakespears Sister                                    | London Records                                       | 13. Januar 1992    | Pop                                      | Hormonally Yours                                     |                       |
| Hope of Deliverance                            | Paul McCartney                                     | Paul McCartney                                     | Paul McCartney                                        |                                                      | 28. Dezember 1992  | Pop                                      | Off the Ground                                       |                       |
| How Do You Do!                                 | Per Gessle                                         | Per Gessle                                         | Roxette                                               | EMI Music                                            | 3. Juli 1992       | Pop                                      | Tourism                                              |                       |
| How Do You Talk to an Angel                    | Barry Coffing, Stephanie Tyrell, Steve Tyrell      | Barry Coffing, Stephanie Tyrell, Steve Tyrell      | James Walters                                         |                                                      | September 1992     | Pop                                      | Music from the Television Show                       |                       |
| Jump                                           | Jermaine Dupri                                     | Jermaine Dupri                                     | Kris Kross                                            |                                                      | 6. Februar 1992    | Hip-Hop                                  | Totally Krossed Out                                  |                       |
| Kiss That Frog                                 | Peter Gabriel                                      | Peter Gabriel                                      | Peter Gabriel                                         | Geffen (USA), Real World, Virgin (UK)                | 27. September 1992 | Artrock, Popmusik, Progressive Rock      | Us                                                   |                       |
| Last Horizon                                   | Brian May                                          | Brian May                                          | Brian May                                             | Parlophone Records                                   | 28. September 1992 | Rock                                     | Back to the Light                                    |                       |
| Let Me Ride                                    | Eric Collins, Calvin Broadus                       | Eric Collins, Calvin Broadus                       | Dr. Dre feat. Snoop Doggy Dogg, Jewell und Ruben Cruz | Death Row Records                                    | 15. Dezember 1992  | Hip-Hop, G-Funk, Gangsta-Rap             | The Chronic                                          |                       |
| Right Here                                     | John Bettis, Brian Alexander Morgan, Steve Porcaro | John Bettis, Brian Alexander Morgan, Steve Porcaro | SWV                                                   |                                                      | 20. August 1992    | Pop                                      | It’s About Time                                      |                       |
| Secret World                                   | Peter Gabriel                                      | Peter Gabriel                                      | Peter Gabriel                                         | Geffen (USA), Real World, Virgin (UK)                | 27. September 1992 | Artrock, Popmusik, Progressive Rock      | Us                                                   |                       |
| Sentinel                                       |                                                    | Mike Oldfield                                      | Mike Oldfield                                         | Warner Music                                         | 31. August 1992    | New Age, Progressive Rock                | Tubular Bells II                                     |                       |
| Stay                                           | Marcella Detroit, Siobhan Fahey, Jean Guiot        | Marcella Detroit, Siobhan Fahey, Jean Guiot        | Shakespears Sister                                    | London Records                                       | 13. Januar 1992    | Pop                                      | Hormonally Yours                                     |                       |
| Too Much Love Will Kill You                    | Brian May, Frank Musker, Elizabeth Lamers          | Brian May, Frank Musker, Elizabeth Lamers          | Brian May                                             | Parlophone (Europa), Hollywood Records (Nordamerika) | 24. August 1992    | Rock                                     | Back to the Light                                    |                       |
| Über jedes Bacherl geht a Brückerl             | Irma Holder, Erich Ließmann                        | Irma Holder, Erich Ließmann                        | Stefanie Hertel                                       | Montana Records                                      | 1992               | Volkstümliche Musik                      | Über jedes Bacherl geht a Brückerl                   |                       |
| Verlieben, verloren, vergessen, verzeih’n      | Jean-Pierre Valance, Michael Buschjan              | Jean-Pierre Valance, Michael Buschjan              | Wolfgang Petry                                        |                                                      | Januar 1992        | Schlager                                 | Verlieben, verloren, vergessen, verzeih’n            |                       |
| Walking on Broken Glass                        | Annie Lennox                                       | Annie Lennox                                       | Annie Lennox                                          | RCA Records                                          | 6. April 1992      | Pop, Soul                                | Diva                                                 |                       |
| Weak                                           | Brian Alexander Morgan                             | Brian Alexander Morgan                             | SWV                                                   |                                                      | 27. Oktober 1992   | Pop                                      | It’s About Time                                      |                       |
| Would I Lie to You?                            | Mick Leeson, Peter Vale                            | Mick Leeson, Peter Vale                            | Charles & Eddie                                       | Capitol Records                                      | 4. August 1992     | Pop                                      | Duophonic                                            |                       |
| Zinnsoldaten                                   | Oswald Henke                                       | Mindy Kumbalek, Conny R.                           | Goethes Erben                                         | Dark Star Records                                    | 1992               | Neue Deutsche Todeskunst                 | Der Traum an die Erinnerung                          |                       |

### Alben
| Album                                              | Interpret                           | Label                                            | Veröffentlichung   | Genre                                               | Weitere Informationen |
| -------------------------------------------------- | ----------------------------------- | ------------------------------------------------ | ------------------ | --------------------------------------------------- | --------------------- |
| 4 gewinnt                                          | Die Fantastischen Vier              | Columbia Records                                 | 28. August 1992    | Hip-Hop                                             |                       |
| 99.9F°                                             | Suzanne Vega                        | A&M Records                                      | 8. September 1992  | Alternative-Rock, Folk-Rock                         |                       |
| A Little Light Music                               | Jethro Tull                         | Chrysalis Records                                | 14. September 1992 | Progressive Rock, Hard Rock                         | Livealbum             |
| ABBA Gold                                          | ABBA                                | Polygram                                         | 21. September 1992 | Pop                                                 | Kompilation           |
| AC/DC Live                                         | AC/DC                               | Albert Productions, Atco Records                 | 27. Oktober 1992   | Hard Rock, Heavy Metal                              | Livealbum             |
| Adrenalize                                         | Def Leppard                         | Mercury Records                                  | 31. März 1992      | Hard Rock                                           |                       |
| After Hours                                        | Gary Moore                          | Charisma Records                                 | 10. Mai 1992       | Blues, Bluesrock                                    |                       |
| America’s Least Wanted                             | Ugly Kid Joe                        | Mercury Records                                  | 8. September 1992  | Hard Rock                                           |                       |
| Amused to Death                                    | Roger Waters                        | Columbia Records                                 | 1. September 1992  | Rock                                                |                       |
| Angel Dust                                         | Faith No More                       | Polygram/London Slash                            | 8. Juni 1992       | Crossover, Alternative Metal                        |                       |
| Aqua                                               | Asia                                | Musidisc                                         | 10. März 1992      | AOR, Progressive Rock                               |                       |
| Aquarian Rain                                      | Barre Phillips                      | ECM Records                                      | März 1992          | Neue Improvisationsmusik                            |                       |
| At Maybeck: Maybeck Recital Hall Series, Volume 21 | Jessica Williams                    | Concord Records                                  | 1992               | Jazz                                                |                       |
| Automatic for the People                           | R.E.M.                              | Warner Bros.                                     | 6. Oktober 1992    | Alternative Rock                                    |                       |
| Bigger, Better, Faster, More!                      | 4 Non Blondes                       | Interscope Records                               | 13. Oktober 1992   | Alternative Rock                                    |                       |
| Blues for the Red Sun                              | Kyuss                               | Dali Records                                     | 30. Juni 1992      | Stoner Rock, Desert Rock, Heavy Metal               |                       |
| Check Your Head                                    | Beastie Boys                        | Capitol Records                                  | 21. April 1992     | Rap-Rock, Alternative Rock, Rap-Punk                |                       |
| Circular Temple                                    | Matthew Shipp Trio                  | Quinton Records, Infinite Zero, ESP-Disk         | 1992               | Jazz                                                |                       |
| Close to Seven                                     | Sandra                              | Virgin Records                                   | 17. Februar 1992   | Pop                                                 |                       |
| Clouds                                             | Tiamat                              | Century Media                                    | 1. September 1992  | Gothic Metal, Heavy Metal, Death Doom               |                       |
| Countdown to Extinction                            | Megadeth                            | Capitol Records, EMI                             | 14. Juli 1992      | Thrash Metal                                        |                       |
| Danzig III: How the Gods Kill                      | Danzig                              | Def American                                     | 14. Juli 1992      | Heavy Metal, Bluesrock                              |                       |
| Dehumanizer                                        | Black Sabbath                       | I.R.S. Records, Reprise Records (US)             | 22. Juni 1992      | Heavy Metal                                         |                       |
| Dirt                                               | Alice in Chains                     | Columbia Records                                 | 29. September 1992 | Grunge                                              |                       |
| Einsamkeit                                         | Lacrimosa                           | Hall of Sermon                                   | 1992               | Neue Deutsche Todeskunst                            |                       |
| Erotica                                            | Madonna                             | Maverick, Sire Records, Warner Bros.             | 16. Oktober 1992   | Dance, Trip-Hop, Contemporary R&B                   |                       |
| Fear of the Dark                                   | Iron Maiden                         | EMI                                              | 12. Mai 1992       | Heavy Metal                                         |                       |
| Force of Habit                                     | Exodus                              | Capitol Records                                  | 17. August 1992    | Thrash Metal                                        |                       |
| Freunde + Propheten                                | Peter Maffay                        | Teldec                                           | 10. Oktober 1992   | Pop-Rock                                            |                       |
| Gefallene Engel                                    | Relatives Menschsein                | Danse Macabre                                    | Juli 1992          | Neue Deutsche Todeskunst                            | EP                    |
| Generator                                          | Bad Religion                        | Epitaph Records                                  | 13. März 1992      | Punkrock                                            |                       |
| Happy Nation                                       | Ace of Base                         | Polygram, Warner Bros.                           | 2. November 1992   | Euro Disco, Dance, Reggae, Pop                      | Debütalbum            |
| Human Touch                                        | Bruce Springsteen                   | Columbia Records                                 | 31. März 1992      | Rock                                                |                       |
| Ignis Creatio                                      | Pyogenesis                          | Osmose Productions                               | November 1992      | Gothic Metal                                        |                       |
| Ignition                                           | The Offspring                       | Epitaph Records                                  | 16. Oktober 1992   | Punk-Rock                                           |                       |
| III Sides to Every Story                           | Extreme                             | A&M Records                                      | 24. September 1992 | Hard Rock, Funk Rock                                |                       |
| Jaja                                               | Marius Müller-Westernhagen          | WEA Records                                      | 19. März 1992      | Rock                                                |                       |
| Keep the Faith                                     | Bon Jovi                            | Mercury Records                                  | 30. Oktober 1992   | Hard Rock                                           |                       |
| Küssen verboten                                    | Die Prinzen                         | BMG, Hansa Records                               | 28. September 1992 | A cappella, Pop                                     |                       |
| Legion                                             | Deicide                             | Roadrunner Records                               | 9. Juni 1992       | Death Metal                                         |                       |
| Live at Wembley ’86                                | Queen                               | Parlophone/EMI, Hollywood Records                | 26. Mai 1992       | Rock                                                | Livealbum             |
| Love Is                                            | Kim Wilde                           | MCA Records                                      | 18. Mai 1992       | Pop                                                 |                       |
| Love Symbol                                        | Prince and The New Power Generation | Warner Bros. Records, Paisley Park Records       | 2. Oktober 1992    | Contemporary R&B, Funk, Hip-Hop, Pop, Rock          |                       |
| Lucky Town                                         | Bruce Springsteen                   | Columbia Records                                 | 31. März 1992      | Rock                                                |                       |
| Lush Life: The Music of Billy Strayhorn            | Joe Henderson                       | Verve Records                                    | 1992               | Jazz                                                |                       |
| March ör Die                                       | Motörhead                           | WTG/Epic Records                                 | 14. August 1992    | Heavy Metal                                         |                       |
| Maroons                                            | Geri Allen                          | Blue Note Records                                | 1992               | Jazz                                                |                       |
| Martin, ne…?!                                      | Diether Krebs                       | RCA Records                                      | 1. Januar 1992     | Comedy, Pop                                         |                       |
| Mondo Bizarro                                      | Ramones                             | Radioactive Records, Chrysalis Records           | 1. September 1992  | Punkrock                                            |                       |
| Nachtflug                                          | Falco                               | EMI Electrola                                    | September 1992     | Pop, Rock                                           |                       |
| Now Is the Time                                    | Alanis Morissette                   | MCA Records, Hot Mustard Records                 | 20. Oktober 1992   | Pop, Dance-Pop                                      |                       |
| Nurse                                              | Therapy?                            | A&M Records                                      | 17. Oktober 1992   | Alternative Rock, Alternative Metal, Noise-Rock     |                       |
| Pleasure Death                                     | Therapy?                            | Wiiija Records                                   | 27. Januar 1992    | Alternative Rock, Alternative Metal, Noise-Rock     | Minialbum             |
| Rage Against the Machine                           | Rage Against the Machine            | Epic Records                                     | 3. November 1992   | Crossover, Funk Metal, Rap Metal, Alternative Metal |                       |
| Real Deal                                          | David Murray                        | DIW Records                                      | 1992               | Jazz                                                |                       |
| Renewal                                            | Kreator                             | Noise Records                                    | 26. Oktober 1992   | Thrash Metal                                        |                       |
| Revenge                                            | Kiss                                | Mercury Records                                  | 19. Mai 1992       | Heavy Metal, Hard Rock                              |                       |
| Shades of God                                      | Paradise Lost                       | Music for Nations                                | 1. Juni 1992       | Gothic Metal, Death Doom                            |                       |
| Some Girls Wander by Mistake                       | The Sisters of Mercy                | Merciful Release, East West Records, WEA Records | 27. April 1992     | Gothic Rock, Dark Wave, Synth Rock                  | Kompilation           |
| Somewhere Far Beyond                               | Blind Guardian                      | Virgin, EMI                                      | 29. Juni 1992      | Power Metal, Speed Metal                            |                       |
| Soubrette werd’ ich nie                            | Rosenstolz                          | Pool Records                                     | 1992               | Pop, Chanson                                        |                       |
| Take That & Party                                  | Take That                           | RCA Records, BMG                                 | 17. August 1992    | Pop, Dance                                          |                       |
| Tapping the Vein                                   | Sodom                               | Steamhammer/SPV                                  | August 1992        | Thrash Metal, Death Metal                           |                       |
| The Art of Rebellion                               | Suicidal Tendencies                 | Epic Records                                     | 30. Juni 1992      | Alternative Metal                                   |                       |
| The Crimson Idol                                   | W.A.S.P.                            | Parlophone                                       | Juni 1992          | Heavy Metal                                         |                       |
| The End Complete                                   | Obituary                            | Roadrunner Records                               | 21. April 1992     | Death Metal                                         |                       |
| The Friday Rock Show Sessions                      | Hawkwind                            | Strange Fruit Records                            | März 1992          | Space Rock, Psychedelic Rock                        | Livealbum             |
| The Future                                         | Leonard Cohen                       | CBS                                              | Dezember 1992      | Pop-Rock                                            |                       |
| The Jazz Alley Tapes                               | Jay Clayton und Don Lanphere        | Hep Records                                      | 1992               | Jazz                                                |                       |
| The Ritual                                         | Testament                           | Atlantic Records                                 | 12. Mai 1992       | Heavy Metal, Thrash Metal                           |                       |
| The Triumph of Steel                               | Manowar                             | Atlantic Records                                 | 29. September 1992 | True Metal                                          |                       |
| Tomb of the Mutilated                              | Cannibal Corpse                     | Metal Blade Records                              | 22. September 1992 | Death Metal                                         |                       |
| Tourism                                            | Roxette                             | EMI                                              | 28. August 1992    | Pop-Rock                                            |                       |
| Tubular Bells II                                   | Mike Oldfield                       | Warner Music                                     | 31. August 1992    | Progressive Rock, New Age                           |                       |
| Über jedes Bacherl geht a Brückerl                 | Stefanie Hertel                     | Montana Records                                  | 26. Juni 1992      | Volkstümliche Musik                                 |                       |
| Urban Discipline                                   | Biohazard                           | Roadrunner Records                               | 10. November 1992  | Hardcore Punk, Crossover                            |                       |
| Us                                                 | Peter Gabriel                       | Real World Records, Geffen Records               | 27. September 1992 | Artrock, Progressive Rock, Pop, Worldbeat           |                       |
| Utopia Banished                                    | Napalm Death                        | Earache Records                                  | 23. Juni 1992      | Death Metal, Grindcore                              |                       |
| Vulgar Display of Power                            | Pantera                             | Metal Magic                                      | 25. Februar 1992   | Groove Metal, Thrash Metal                          |                       |
| Weird Nightmare: Meditations on Mingus             | Hal Willner                         | Columbia Records                                 | 1992               | Jazz                                                | Kompilation           |
| White Trash, Two Heebs and a Bean                  | NOFX                                | Epitaph Records                                  | 5. November 1992   | Punkrock, Ska-Punk                                  |                       |
| Wish                                               | The Cure                            | Fiction Records                                  | 21. April 1992     | Alternative-Rock, Gothic Rock                       |                       |
| Y punto                                            | Bersuit Vergarabat                  | Radio Trípoli                                    | 1992               | Rock, Hard Rock                                     |                       |

## Geboren

### Januar
- 01. Januar: Nina Kraljić, kroatische Sängerin
- 05. Januar: Suki Waterhouse, britische Schauspielerin, Sängerin und Model
- 11. Januar: Audien, US-amerikanischer DJ und Produzent
- 13. Januar: Henning May, deutscher Sänger
- 16. Januar: Maja Keuc, slowenische Sängerin, Moderatorin und Synchronsprecherin
- 19. Januar: Mac Miller, US-amerikanischer Rapper († 2018)
- 25. Januar: Jakob Kammerer, österreichischer Jazzmusiker (Schlagzeug, Komposition)
- 31. Januar: Victor Crone, schwedischer Sänger und Songschreiber

### Februar
- 01. Februar: Xellen7, Schweizer Rapper und Songwriter
- 03. Februar: João Barradas, portugiesischer Akkordeonist und Komponist
- 04. Februar: Daymé Arocena (* 1992), kubanische Jazzsängerin
- 05. Februar: Kejsi Tola, albanische Sängerin
- 10. Februar: Misha B, britische Singer-Songwriterin und Rapperin
- 14. Februar: Elley Duhé, US-amerikanische Sängerin und Songwriterin
- 19. Februar: Jesse Ritch, Schweizer Sänger
- 27. Februar: Greczula, schwedischer Sänger
- 28. Februar: Lulu Lewe, deutsche Sängerin
- 28. Februar: Rudy Mancuso, US-amerikanischer Musiker, Musikproduzent, Sänger, Filmschauspieler, Filmregisseur und YouTuber

### März
- 05. März: Kit Armstrong, US-amerikanischer Pianist und Komponist
- 07. März: Alisson Kruusmaa, estnische Komponistin
- 09. März: Cornelia Jakobs, schwedische Sängerin und Songwriterin
- 09. März: María Eugenia Suárez, argentinische Schauspielerin, Sängerin und Model
- 17. März: Eliza Bennett, britische Schauspielerin und Sängerin
- 20. März: Sandeul, südkoreanischer Sänger und Schauspieler
- 23. März: Topic, deutscher Musiker und Musikproduzent

### April
- 01. April: Sieneke, niederländische Sängerin
- 04. April: Nathan Trent, österreichischer Sänger
- 12. April: The Vivienne, britische Dragqueen, Sängerin und Musicaldarstellerin († 2025)
- 14. April: Anna Karjalainen, finnische Gitarristin
- 15. April: Amy Diamond, schwedische Sängerin
- 23. April: OG Maco, US-amerikanischer Rapper († 2024)
- 24. April: Doc Shaw, US-amerikanischer Schauspieler, Sänger, Rapper und Model
- 29. April: Florian Amort, deutscher Musikwissenschaftler, Dramaturg und Autor

### Mai
- 01. Mai: Teya Dora, serbische Sängerin und Songwriterin
- 02. Mai: Vanessa Mai, deutsche Sängerin
- 10. Mai: Jordan Francis, kanadischer Schauspieler und Musiker
- 13. Mai: Julia Engelmann, deutsche Dichterin, Poetry-Slammerin, Schauspielerin und Sängerin
- 13. Mai: Mike Heiter, deutscher Reality-TV-Teilnehmer und Rapper
- 18. Mai: Luke Black, serbischer Sänger und Songwriter
- 19. Mai: Sam Smith, britischer Singer-Songwriter
- 30. Mai: Kasper Agnas, schwedischer Jazz- und Improvisationsmusiker (Gitarre, Komposition)
- 31. Mai: Jesper Munk, deutscher Musiker
- 31. Mai: Anna-Maria Sieklucka, polnische Schauspielerin und Sängerin

### Juni
- 03. Juni: Monika Linkytė, litauische Sängerin
- 07. Juni: Franka Batelić, kroatische Sängerin
- 09. Juni: Marvin Linke, deutscher Schauspieler und Sänger
- 09. Juni: Pietro Lombardi, deutscher Sänger
- 10. Juni: Ingi Bauer, isländischer Musiker, DJ, Musikproduzent, Songwriter und Webvideoproduzent
- 13. Juni: Otilia Brumă, rumänische Sängerin
- 21. Juni: Max Schneider, US-amerikanischer Schauspieler und Sänger
- 25. Juni: Leonora Armellini, italienische Pianistin
- 25. Juni: Dorian Electra, US-amerikanische genderfluide Musikerin
- 26. Juni: Melanie Ann Amaro, britische Pop- und Soulsängerin
- 30. Juni: Daði Freyr, isländischer Electro-Musiker und Sänger

### Juli
- 01. Juli: Ofentse Pitse, südafrikanische Dirigentin und Architektin
- 01. Juli: Ásgeir Trausti, isländischer Singer-Songwriter
- 04. Juli: Basim, dänischer Popsänger und Songschreiber
- 09. Juli: Lea-Marie Becker, deutsche Musikerin
- 15. Juli: Cha In-ha, südkoreanischer Schauspieler und Popsänger († 2019)
- 15. Juli: Koharu Kusumi, japanische Musikerin
- 15. Juli: Porter Robinson, US-amerikanischer Musikproduzent

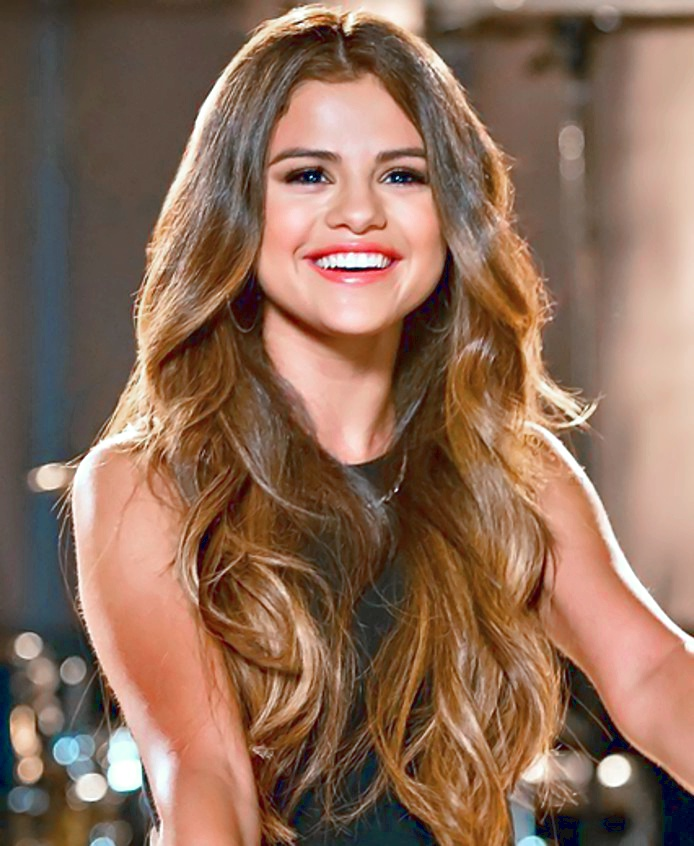
Selena Gomez; * 22. Juli

- 22. Juli: Selena Gomez, US-amerikanische Schauspielerin und Sängerin
- 23. Juli: Frank Herzig, deutscher Rockmusiker

### August
- 02. August: Charli XCX, britische Sängerin
- 10. August: Laura Totenhagen, deutsche Jazzsängerin
- 12. August: Mia Knop Jacobsen, dänische Jazzmusikerin (Gesang, Komposition)

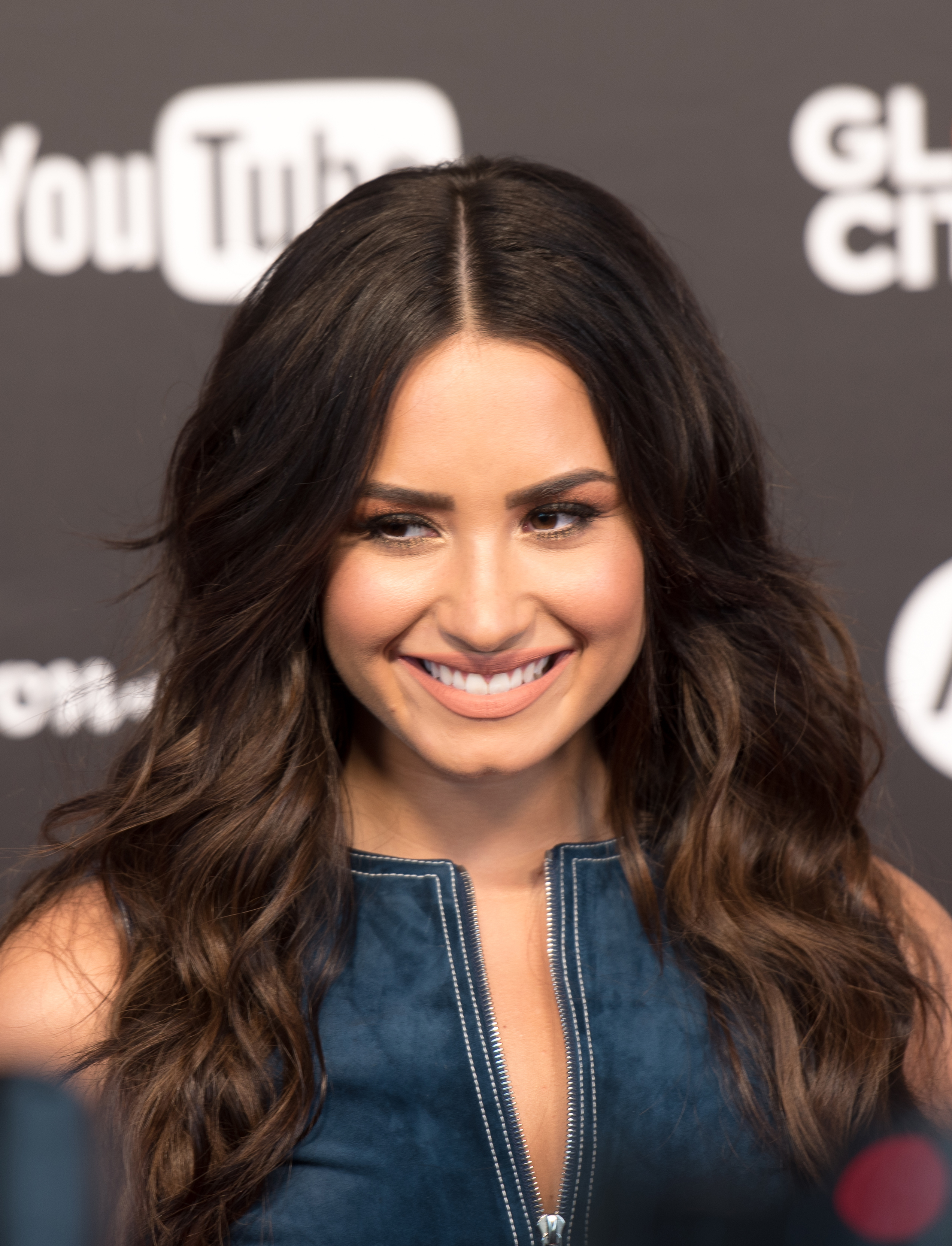
Demi Lovato; * 20. August

- 20. August: Demi Lovato, US-amerikanische Schauspielerin und Sängerin
- 24. August: Eliana Tidhar, israelische Schauspielerin und Sängerin
- 25. August: Jenny Frankhauser, deutsche Reality-TV-Teilnehmerin und Sängerin
- 25. August: Ivy Quainoo, deutsch-ghanaische Sängerin
- 27. August: Kim Petras, deutsche Sängerin

### September
- 09. September: Frida Waage Amundsen, norwegische Sängerin und Songschreiberin
- 12. September: Mahmood, italienischer Sänger

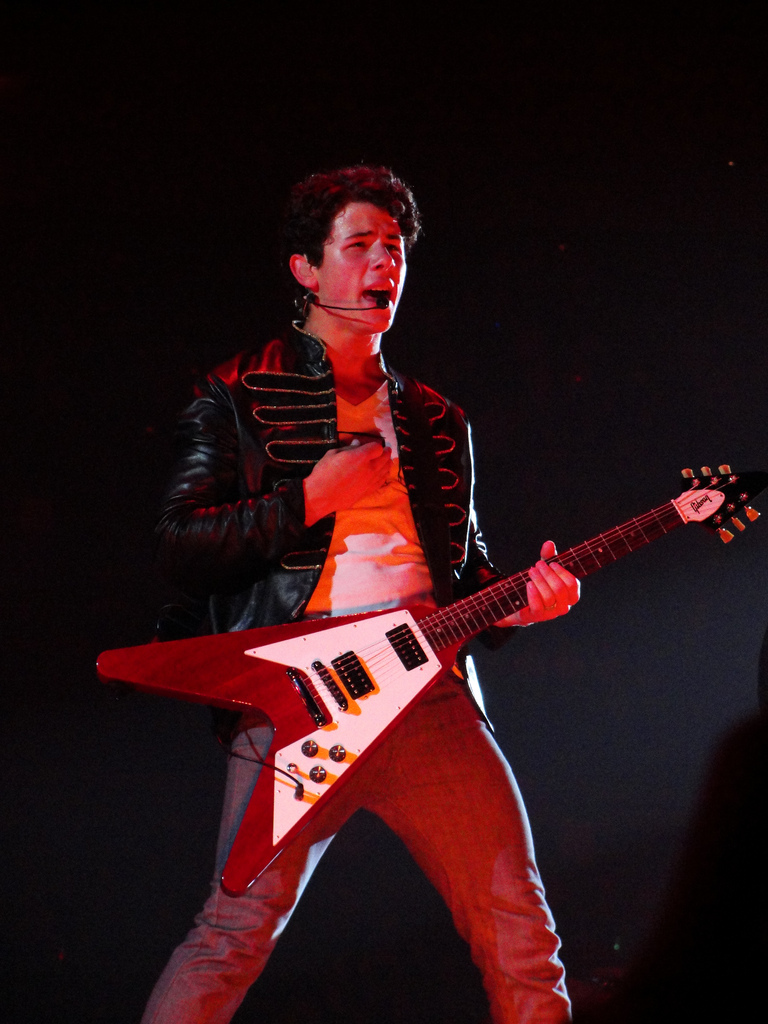
Nick Jonas; * 16. September

- 16. September: Nick Jonas, US-amerikanischer Schauspieler und Musiker
- 20. September: Safura Alizadeh, aserbaidschanische Sängerin
- 20. September: Peter Prevc, slowenischer Skispringer
- 21. September: Arlissa, deutsch-US-amerikanische Singer-Songwriterin
- 22. September: Hillary Klug, US-amerikanische Musikerin
- 25. September: Clara Louise, deutsche Sängerin
- 25. September: Rosalía, spanische Sängerin
- 27. September: Ryan O’Shaughnessy, irischer Sänger, Songwriter und Schauspieler
- 29. September: Laura Kästel, deutsche Sängerin und Casting-Show-Gewinnerin
- 30. September: MC Smook, deutscher Rapper

### Oktober
- 01. Oktober: Sol Jang, südkoreanische Jazzmusikerin (Piano, Komposition)
- 01. Oktober: Presto, deutscher Rapper († 2024)
- 10. Oktober: Gabrielle Ann Aplin, britische Singer-Songwriterin
- 11. Oktober: Cardi B, US-amerikanische Rapperin
- 15. Oktober: Sarah Engels, deutsche Sängerin
- 20. Oktober: Liis Lemsalu, estnische Sängerin
- 23. Oktober: Eduard Romanyuta, ukrainischer Popsänger
- 28. Oktober: Anna-Carina Woitschack, deutsche Sängerin

### November
- 01. November: A.n.d.r.e., deutscher Sänger
- 01. November: Simone Felber, Schweizer Mezzosopranistin und Jodlerin
- 07. November: Mia Dimšić, kroatische Sängerin
- 18. November: Hayley Law, kanadische Schauspielerin und Sängerin
- 20. November: Juju, deutsche Rapperin
- 21. November: Davido, nigerianischer Sänger, Songwriter und Plattenproduzent

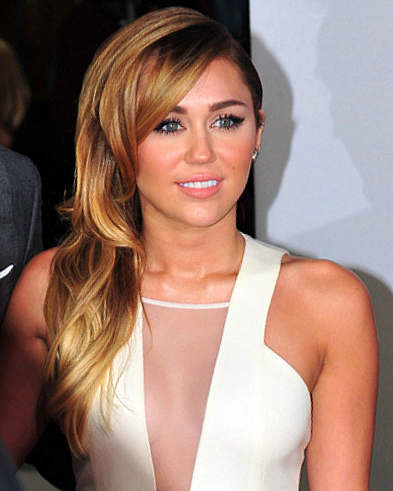
Miley Cyrus; * 23. November

- 23. November: Miley Cyrus, US-amerikanische Schauspielerin und Sängerin
- 27. November: Alicja Boratyn, polnische Sängerin
- 27. November: Tola Szlagowska, polnische Sängerin

### Dezember
- 04. Dezember: Jin, südkoreanischer Sänger
- 08. Dezember: Lisa Aberer, österreichische Popsängerin
- 08. Dezember: Katie Stevens, US-amerikanische Schauspielerin und Sängerin
- 12. Dezember: Douwe Bob, niederländischer Singer-Songwriter
- 14. Dezember: Ron Helbig, deutscher Schauspieler und Musiker
- 22. Dezember: Moonbyul, südkoreanische Sängerin, Rapperin, Songwriterin des K-Pop und Hörfunkmoderatorin
- 23. Dezember: Fabian Halbig, deutscher Schauspieler und Musiker
- 24. Dezember: Lennart Allkemper, deutscher Jazzmusiker (Saxophon, Komposition)
- 26. Dezember: Jade, britische Popsängerin

### Genaues Geburtsdatum unbekannt
- Lukas Aichinger, österreichischer Jazzmusiker (Schlagzeug, Komposition)
- Nina Attal, französische Singer-Songwriterin, Gitarristin und Komponistin
- Nora Benamara, deutsch-französische Jazzmusikerin (Gesang, Komposition)
- Juliana Blumenschein, deutsch-brasilianische Jazzmusikerin (Gesang, Komposition)
- Christabelle Borg, maltesische Sängerin und Songwriterin
- Branco, dänischer Rapper
- Marcel Brunner, deutscher Opern- und Konzertsänger (Bassbariton)
- Cioz, italienischer Produzent und DJ
- Daecolm, britischer Sänger und Songwriter
- Hanumankind, indischer Rapper
- Hermes Helfricht, deutscher Dirigent und Pianist
- Sascha Hödl, österreichischer Musicaldarsteller, Schauspieler und Stuntman
- Michael Kornas, deutscher Jazzmusiker (Piano, Komposition)
- Moritz Koser, deutscher Jazzmusiker (Bass, Komposition)
- Christopher Kunz, deutscher Jazz- und Improvisationsmusiker
- Sophia Lefeber, deutsche Jazzmusikerin (Gesang, Geige, Songwriting)
- Simon Mack, deutscher Musiktheoretiker, Jazzpianist, Arrangeur und Komponist
- Albrecht Menzel, deutscher Geiger
- Meredi, deutsch-armenische Komponistin und Pianistin
- Yvonne Moriel, österreichische Jazzmusikerin (Saxophon, Komposition)
- Fanni Noroila, finnische Schauspielerin und Musikerin
- Oimara, deutscher Liedermacher
- Christoph Pfändler, Schweizer Hackbrettspieler und Dozent für Hackbrett
- Zach Rowden, US-amerikanischer Improvisationsmusiker (Bass)
- Christoph Schönfelder, deutscher Organist
- Gellért Szabó, deutscher Gitarrist, Dirigent und Komponist
- Tigran Tatevosyan, armenischer Jazzmusiker (Piano, Komposition)
- Dean Torrey, US-amerikanischer Jazzmusiker (Bass)
- Anaëlle Tourret, französische Harfenistin
- Ida Vakkuri, finnische Schauspielerin und Musikerin

### Geboren vor 1992
- Luisa Muhr, österreichische Vokalistin und Multimedia-/interdisziplinäre Künstlerin

### Geboren um 1992
- Mae Ann Jorolan, philippinische Musicaldarsteller
- Sophie Min, koreanisch-australische Jazz- und Improvisationsmusikerin (Piano, Komposition)

## Gestorben

### Januar
- 01. Januar: Janet Elizabeth Mathews, australische Musiklehrerin (* 1914)
- 04. Januar: Teddy Grace, US-amerikanische Jazzsängerin (* 1905)
- 09. Januar: Cottonseed Clark, US-amerikanischer Country-Musiker und Hörfunkmoderator (* 1909)
- 11. Januar: Heikki Aaltoila, finnischer Komponist, Arrangeur, Dirigent, und Musikkritiker (* 1905)
- 11. Januar: Hal Harris, US-amerikanischer Rockabilly-Musiker und Gitarrist (* 1920)
- 12. Januar: Bilegiin Damdinsüren, mongolischer Komponist (* 1919)
- 12. Januar: Kumar Gandharva, indischer klassischer Sänger (* 1924)
- 15. Januar: Dee Murray, britischer Bassist (* 1946)
- 16. Januar: Hiram Stamper, US-amerikanischer Old-Time-Fiddler (* 1893)
- 17. Januar: Rolf Schill, deutscher Komponist und Kapellmeister (* 1933)
- 17. Januar: Charlie Ventura, US-amerikanischer Jazzsaxophonist (Tenor, Sopran, Alt, Bariton, Bass) (* 1916)
- 20. Januar: Gerhard Lenssen, deutscher Dirigent und Opernregisseur (* 1912)
- 21. Januar: Boris Alexandrowitsch Arapow, russischer Komponist (* 1905)
- 21. Januar: Champion Jack Dupree, Blues-Sänger und -Pianist (* 1909)
- 22. Januar: Ernst Wolff, deutscher Kapellmeister und Sänger (Bariton) (* 1905)
- 23. Januar: Harry Mortimer, englischer Komponist und Dirigent (* 1902)
- 24. Januar: Ken Darby, US-amerikanischer Komponist für Filmmusik, Musiktexter und Arrangeur (* 1909)
- 28. Januar: Werner Baer, deutsch-australischer Musiker (* 1914)
- 28. Januar: Hans Lang, österreichischer Komponist von Unterhaltungsmusik und Wienerliedern (* 1908)
- 29. Januar: Willie Dixon, US-amerikanischer Bluesmusiker (* 1915)

### Februar
- 01. Februar: Leo Ketelaars, niederländischer Violinist, Opernsänger (Bariton), Gesangspädagoge und Komponist (* 1913)
- 01. Februar: Lasse Werner, schwedischer Jazzpianist und Filmkomponist (* 1934)
- 04. Februar: Junior Cook, US-amerikanischer Jazz-Tenorsaxophonist (* 1934)
- 05. Februar: Vittorio Gelmetti, italienischer Komponist (* 1926)
- 05. Februar: Hubert Schoonbroodt, belgischer Organist, Oboist, Dirigent und Chorleiter (* 1941)
- 06. Februar: Paul Schmitz, deutscher Dirigent (* 1898)
- 09. Februar: Andor Foldes, US-amerikanischer Pianist (* 1913)
- 10. Februar: Jim Pepper, US-amerikanischer Jazzmusiker (Saxophonist, Flötist) und indianischer Sänger (* 1941)
- 12. Februar: Stella Roman, rumänische Opernsängerin (Sopran) (* 1904)
- 13. Februar: Gyula Kovács, ungarischer Jazzschlagzeuger (* 1929)
- 15. Februar: Adolf Brunner, Schweizer Komponist, Kirchenmusiker, Journalist, Philosoph und Humanist (* 1901)
- 15. Februar: William Schuman, US-amerikanischer Komponist (* 1910)
- 17. Februar: Amadé Salzmann, Schweizer Musiker und Komponist (* 1947)
- 18. Februar: Ian Armit, britischer Blues- und Jazzpianist (* 1929)
- 18. Februar: Juan Cambareri, argentinischer Bandoneonist, Bandleader und Tangokomponist (* 1916)
- 20. Februar: Pierre Dervaux, französischer Dirigent, Komponist und Musikpädagoge (* 1917)
- 21. Februar: Eva Jessye, US-amerikanische Chordirigentin und Komponistin (* 1895)
- 21. Februar: Hans Puls, deutscher Musikwissenschaftler, Philosophie- und Sprachlehrer sowie Kirchenliedkomponist (* 1914)
- 25. Februar: Günther Mittergradnegger, österreichischer Chorleiter und Komponist (* 1923)
- 28. Februar: Arsène Becuwe, belgischer Komponist und Dirigent (* 1891)
- 28. Februar: Blues Queen Sylvia, US-amerikanische Bluesmusikerin (Gesang, E-Bass) (* 1941)
- 29. Februar: La Lupe, kubanische Sängerin (* 1936)
- 00. Februar: Barney Burcham, US-amerikanischer Country- und Rockabilly-Musiker (* 1923)

### März
- 04. März: Mary Osborne, US-amerikanische Jazzmusikerin (Gitarre, Gesang) (* 1921)
- 04. März: Sándor Veress, ungarisch-schweizerischer Komponist (* 1907)
- 06. März: Erik Nordgren, schwedischer Komponist und Orchesterleiter (* 1913)
- 08. März: Red Callender, US-amerikanischer Jazzbassist (Kontrabass und Tuba) (* 1916)
- 09. März: Monty Budwig, US-amerikanischer Jazzbassist (* 1929)
- 09. März: Franco Margola, italienischer Komponist und Musikpädagoge (* 1908)
- 18. März: Antonio Molina, spanischer Flamenco- und Copla andaluza-Sänger und Schauspieler (* 1928)
- 20. März: Georges Delerue, französischer Filmkomponist (* 1925)
- 22. März: Albert Jenny, Schweizer Komponist, Kirchenmusiker, Chorleiter, Dirigent und Musikpädagoge (* 1912)
- 24. März: Theodor Wünschmann, deutscher Kapellmeister und Komponist (* 1901)
- 25. März: Phillip Wilson, US-amerikanischer Jazzschlagzeuger und -perkussionist (* 1941)
- 27. März: Harald Sæverud, norwegischer Komponist (* 1897)
- 28. März: Josef Matěj, tschechischer Posaunist und Komponist (* 1922)
- 29. März: Ludwig Doormann, deutscher Kirchenmusiker (* 1901)
- 29. März: Eberhard Waechter, österreichischer Opernsänger (Bariton) und Operndirektor (* 1929)
- 30. März: Bert Grund, deutscher Filmkomponist (* 1920)
- 31. März: Alfredo De Angelis, argentinischer Tango-Musiker (Pianist, Bandoneonist), Bandleader und Komponist (* 1910)

### April
- 01. April: Herbert Grenzebach, deutscher Schallplattenproduzent, Manager und Komponist (* 1897)
- 01. April: Margarethe Bence, US-amerikanische Opern- und Konzertsängerin (Mezzosopran, Alt) (* 1930)
- 01. April: Walter Andreas Schwarz, deutscher Sänger, Schriftsteller, Kabarettist, Hörspielautor und -sprecher sowie Übersetzer (* 1913)
- 03. April: Francisco Simó Damirón, dominikanischer Pianist und Komponist (* 1908)
- 03. April: Rodolfo Holzmann, peruanischer Komponist, Musikwissenschaftler und -pädagoge (* 1910)
- 04. April: Arthur Russell, US-amerikanischer Cellist, Sänger, Avantgarde-Musiker, Komponist und Musikproduzent (* 1951)
- 07. April: Gerhard Brunzema, deutscher Orgelbauer (* 1927)
- 09. April: Erik Werba, österreichischer Komponist, Hochschullehrer und Pianist (* 1918)
- 11. April: Hossein Sarshar, persisch-iranischer Opernsänger (Bass, Bariton) und Filmschauspieler (* 1931)
- 12. April: Alla Gajewna Dschalilowa, russische Tänzerin (Ballerina) und Solistin des Bolschoi-Theaters (* 1908)
- 13. April: Georg Haentzschel, deutscher Pianist und Filmkomponist (* 1907)
- 13. April: Martin Williams, US-amerikanischer Jazz-Kritiker und Kultur-Journalist (* 1924)
- 14. April: Sammy Price, US-amerikanischer Jazz- (Swing), Blues- und Boogie-Woogie-Pianist (* 1908)
- 15. April: Brick Fleagle, US-amerikanischer Jazzgitarrist und Arrangeur (* 1906)
- 16. April: Horst Geldmacher, deutscher Maler, Grafiker, Bildhauer, Literat und Jazzmusiker (* 1929)
- 17. April: Hank Penny, US-amerikanischer Country-Sänger (* 1918)
- 20. April: Lee Abrams, US-amerikanischer Jazzschlagzeuger (* 1925)
- 20. April: Benny Hill, britischer Schauspieler, Komiker und Sänger (* 1924)
- 20. April: Johnny Shines, US-amerikanischer Blues-Gitarrist (* 1915)
- 23. April: Jetty Cantor, niederländische Sängerin, Violinistin und Schauspielerin (* 1903)
- 23. April: Luis Correa, argentinischer Tangosänger (* 1928)
- 24. April: Marcus Van Story, US-amerikanischer Rockabilly-Musiker (* 1920)
- 26. April: Walter Hartmann, deutscher Jazz- und Unterhaltungsmusiker (Tenor- und Sopransaxophon, Piano, Arrangement, Komposition) (* 1927)
- 27. April: Olivier Messiaen, französischer Komponist, Kompositionslehrer und Organist (* 1908)
- 28. April: Andria Balantschiwadse, georgischer Komponist (* 1906)
- 28. April: Paraschkew Chadschiew, bulgarischer Komponist (* 1912)
- 30. April: Walther R. Schuster, deutscher Organist und Komponist (* 1930)

### Mai
- 02. Mai: Hans Braun, österreichischer Opernsänger (Bariton) (* 1917)
- 02. Mai: Godfrey Hirsch, US-amerikanischer Jazzmusiker (Schlagzeug, Vibraphon, Piano) (* 1907)
- 02. Mai: Hanns Nocker, deutscher Opernsänger (Tenor) (* 1926)
- 02. Mai: Margarete Wallmann, Tänzerin, Choreographin, Bühnenbildnerin und Opernregisseurin (* 1904)
- 05. Mai: Jean-Claude Pascal, französischer Modedesigner, Schauspieler und Sänger (* 1927)

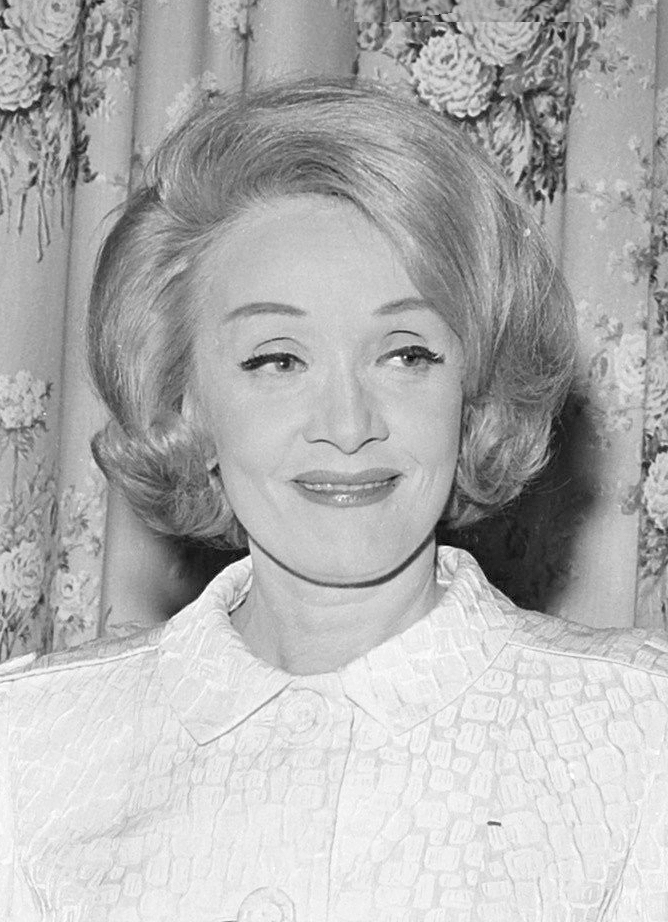
Marlene Dietrich; † 6. Mai

- 06. Mai: Marlene Dietrich, deutsch-US-amerikanische Schauspielerin und Sängerin (* 1901)
- 07. Mai: Hans Oesch, Schweizer Musikwissenschaftler (* 1926)
- 09. Mai: Keith Bissell, kanadischer Komponist, Dirigent und Musikpädagoge (* 1912)
- 10. Mai: Sylvia Syms, US-amerikanische Jazzsängerin (* 1917)
- 12. Mai: Macário Santiago Kastner, britischer Musikwissenschaftler und Musiker (* 1908)
- 17. Mai: Lawrence Welk, US-amerikanischer Big-Band-Leader (* 1903)
- 19. Mai: Gerd Knesel, deutscher Liedermacher (* 1946)
- 19. Mai: Hans Vogt, deutscher Komponist sowie Theater- und Konzertdirigent (* 1911)
- 22. Mai: György Ránki, ungarischer Komponist (* 1907)
- 23. Mai: Atahualpa Yupanqui, argentinischer Sänger, Songwriter, Gitarrist und Schriftsteller (* 1908)
- 24. Mai: Luiz Eça, brasilianischer Jazzpianist (* 1936)
- 25. Mai: Mathieu Lange, deutscher Musiker (* 1905)
- 25. Mai: Eddie Wasserman, US-amerikanischer Jazzsaxophonist (Tenor, Alt, Bariton), Klarinettist (Bass-Klarinette) und Flötist (* 1923)
- 26. Mai: Constantin Bobescu, rumänischer Violinist, Komponist, Dirigent und Musikpädagoge (* 1899)
- 27. Mai: Franz Rupp, deutsch-amerikanischer Pianist (* 1901)
- 29. Mai: Rudolf Alberth, deutscher Dirigent und Komponist (* 1918)
- 29. Mai: León Zuckert, kanadischer Geiger, Bratschist, Dirigent und Komponist (* 1904)
- 30. Mai: Karl-Erik Welin, schwedischer Pianist, Organist und Komponist (* 1934)

### Juni
- 01. Juni: Arie Abrahamson, jüdischer Komponist und Juwelier (* 1904)
- 02. Juni: Gerd Boder, deutscher Komponist (* 1933)
- 03. Juni: Albert Eckstein, deutscher Geigenspieler und Geigensammler (* 1913)
- 05. Juni: Ethel Reschke, deutsche Schauspielerin (* 1911)
- 08. Juni: Villem Reimann, estnischer Komponist (* 1906)
- 08. Juni: Alfred Uhl, österreichischer Komponist und Dirigent (* 1909)
- 09. Juni: Big Miller, US-amerikanischer Blues- und Jazzsänger (* 1922)
- 10. Juni: Nat Pierce, US-amerikanischer Jazzpianist und Arrangeur (* 1925)
- 11. Juni: Rafael Orozco Maestre, kolumbianischer Sänger (* 1954)
- 13. Juni: Helga Wille, deutsche Vokal- und Schlagersängerin (* 1913)
- 14. Juni: Carlos D’Alessio, argentinischer Komponist von Filmmusik (* 1935)
- 14. Juni: Eric Helgar, Sänger, Bühnen- und Filmschauspieler, Fernsehmoderator und Komponist (* 1910)
- 17. Juni: Dewey Balfa, US-amerikanischer Cajunmusiker (Fiddlespieler und Sänger) (* 1927)
- 17. Juni: Hillar Kareva, estnischer Komponist (* 1931)
- 18. Juni: Peter Allen, australischer Komponist und Entertainer (* 1944)
- 18. Juni: Yvette Lamontagne, kanadische Cellistin und Musikpädagogin (* 1898)
- 20. Juni: Charles Groves, britischer Dirigent (* 1915)
- 20. Juni: Gerhard Kneifel, deutscher Komponist, Arrangeur und Orchesterleiter (* 1927)
- 21. Juni: Franz Wasner, römisch-katholischer Theologe und künstlerischer Leiter der Trapp Family Singers (* 1905)
- 22. Juni: Emmett Berry, US-amerikanischer Jazz-Trompeter (* 1915)
- 27. Juni: Allan Jones, US-amerikanischer Schauspieler und Sänger (Tenor) (* 1907)
- 27. Juni: Luke McDaniel, US-amerikanischer Country- und Rockabilly-Sänger (* 1927)
- 27. Juni: Charles Tyler, US-amerikanischer Jazzmusiker (Alt- und Baritonsaxophon) (* 1941)
- 27. Juni: Bessie Watson, schottische Frauenrechtlerin, Lehrerin und Dudelsackpfeiferin (* 1900)
- 28. Juni: Howard Roberts, US-amerikanischer Jazzgitarrist, Studiomusiker und Gitarrenlehrer (* 1929)
- 29. Juni: Mario Rossi, italienischer Dirigent (* 1902)

### Juli
- 02. Juli: Camarón de la Isla, spanischer Flamencosänger (* 1950)
- 04. Juli: Joe Newman, US-amerikanischer Jazztrompeter (* 1922)
- 04. Juli: Astor Piazzolla, argentinischer Bandoneon-Spieler und Komponist (* 1921)
- 05. Juli: Georgia Brown, britische Film- und Theaterschauspielerin sowie Sängerin (* 1933)
- 06. Juli: Ray Abrams, US-amerikanischer Jazztenorsaxophonist (* 1920)
- 12. Juli: Alberto Rivas, argentinischer Tangosänger (* 1930)
- 15. Juli: Edith Gerson-Kiwi, israelische Musikwissenschaftlerin (* 1908)
- 17. Juli: Johnny Letman, US-amerikanischer Jazztrompeter (* 1917)
- 19. Juli: Siegfried Günther, deutscher Lehrer und Musikwissenschaftler (* 1891)
- 21. Juli: Aloys Fleischmann, irischer Komponist, Dirigent, Musikwissenschaftler und Hochschullehrer (* 1910)
- 25. Juli: Gary Windo, britischer Saxophonist (* 1941)
- 26. Juli: Mary Wells, US-amerikanische Soul-Sängerin (* 1943)
- 29. Juli: William Mathias, walisischer Komponist (* 1934)

### August
- 01. August: Chico Alvarez, US-amerikanischer Jazztrompeter (* 1920)
- 02. August: Michel Berger, französischer Sänger und Komponist (* 1947)
- 02. August: Joe Dixie, deutscher Jazz- und Unterhaltungsmusiker (* 1924)
- 03. August: Stefan Kunze, deutscher Musikwissenschaftler (* 1933)
- 03. August: Don Lang, englischer Jazz-Posaunist und Rock-’n’-Roll-Sänger (* 1925)
- 04. August: Bruno Grusnick, deutscher Musikwissenschaftler und Kirchenmusiker (* 1900)
- 05. August: Jeff Porcaro, US-amerikanischer Rock-Schlagzeuger (Toto) (* 1954)
- 05. August: Tante Leen, niederländische Volkssängerin (* 1912)
- 06. August: Fereydun Farrochsad, iranischer Dichter, Sänger und Schauspieler (* 1938)
- 07. August: Leo Kok, niederländischer Musiker, Komponist, Antiquar und Widerstandskämpfer (* 1893)
- 09. August: Suzanne Gabriello, französische Sängerin und Schauspielerin (* 1932)
- 09. August: Bill Russell, US-amerikanischer Komponist, Autor, Produzent und Musiker (* 1905)
- 10. August: Annisteen Allen, US-amerikanische Blues- und Rhythm-and-Blues-Sängerin (* 1920)
- 12. August: John Cage, US-amerikanischer Komponist und Künstler (* 1912)
- 13. August: Theophane Hytrek, US-amerikanische Komponistin, Kirchenmusikerin und Musikpädagogin (* 1915)
- 14. August: Deane Kincaide, US-amerikanischer Jazzsaxophonist (Alt, Tenor, Bariton), Klarinettist, Arrangeur und Komponist (* 1911)
- 14. August: Tony Williams, US-amerikanischer Sänger (* 1928)
- 19. August: Jean Hubeau, französischer Komponist, Pianist und Musikpädagoge (* 1917)
- 20. August: Will Eisenmann, deutsch-schweizerischer Komponist, Theaterregisseur und Musikpädagoge (* 1906)
- 20. August: Hélène Landry, kanadische Pianistin und Musikpädagogin (* 1905)
- 21. August: Theodor Berger, österreichischer Komponist und Dirigent (* 1905)
- 23. August: David Ahlstrom, US-amerikanischer Komponist und Musikpädagoge (* 1927)
- 23. August: Arthur Davison, kanadischer Geiger und Dirigent (* 1918)
- 26. August: Sammy Benskin, US-amerikanischer Jazz- und Rhythm-and-Blues-Pianist (* 1922)
- 26. August: Eddie Lusk, US-amerikanischer Blues-Musiker (Piano, Keyboard) (* 1948)
- 31. August: Herbert Lager, österreichischer Gymnasiallehrer und Volkstanzforscher (* 1907)

### September
- 03. September: Bruno Bjelinski, jugoslawischer Komponist (* 1909)
- 04. September: Carl Butler, US-amerikanischer Country-Sänger (* 1927)
- 05. September: Hal Russell, US-amerikanischer Jazzmusiker (* 1926)
- 06. September: Roberto Grela, argentinischer Tangogitarrist und -komponist (* 1913)
- 12. September: Mallikarjun Mansur, indischer klassischer Sänger (* 1910)
- 15. September: Karel De Schrijver, belgischer Komponist, Dirigent und Musiker (* 1908)
- 17. September: Otto Ludwig, deutscher Pianist (* 1909)
- 18. September: Earl Van Dyke, US-amerikanischer Pianist und Multi-Instrumentalist (* 1930)
- 24. September: Wolfgang Schulz, deutscher Liedermacher, Komponist und Musikproduzent (* 1941)
- 27. September: Peter Rasmussen, dänischer Jazzposaunist und Bandleader (* 1906)
- 27. September: Leni Timmermann, deutsche Pianistin, Klavierpädagogin, Chorleiterin, Gesangspädagogin, Komponistin und Autorin (* 1901)
- 29. September: Karl Bergemann, deutscher Pianist (* 1934)

### Oktober
- 03. Oktober: John Carisi, US-amerikanischer Jazztrompeter und Komponist (* 1922)
- 04. Oktober: Peter Klein, deutsch-österreichischer Opernsänger (Tenor) und Musikpädagoge (* 1907)
- 05. Oktober: Eddie Kendricks, US-amerikanischer Soulsänger (* 1939)
- 06. Oktober: Johnie Lewis, US-amerikanischer Country-Blues- und Gospel-Musiker (Gesang, Gitarre, Harmonika, Kazoo) (* 1908)
- 06. Oktober: Werner Wichtig, deutscher Sänger (* 1962)
- 07. Oktober: Ed Blackwell, US-amerikanischer Jazzschlagzeuger (* 1929)
- 08. Oktober: Lili Werner-Rizzolli, österreichische Operettensängerin und Schauspielerin (* 1907)
- 09. Oktober: Anja Elkoff, deutsche Sängerin und Schauspielerin (* 1914)
- 10. Oktober: Juliette Milette, kanadische Organistin, Musikpädagogin und Komponistin (* 1900)
- 15. Oktober: Karla Höcker, deutsche Schriftstellerin, Journalistin und Musikerin (* 1901)
- 19. Oktober: Alvin Stoller, US-amerikanischer Jazzschlagzeuger (* 1925)
- 20. Oktober: Mimì Aylmer, italienische Soubrette und Schauspielerin (* 1896)
- 22. Oktober: Emiliano Salvador, kubanischer Pianist und Komponist (* 1951)
- 23. Oktober: William Tritt, kanadischer Pianist (* 1951)
- 24. Oktober: Gustav Kneip, deutscher Komponist und Dirigent (* 1905)
- 24. Oktober: Justiniano Torres Aparicio, argentinischer Arzt, Archäologe, Komponist, Musikwissenschaftler und Autor (* 1906)
- 25. Oktober: Roger Miller, US-amerikanischer Country-Sänger und Songwriter (* 1936)
- 25. Oktober: Michel de Villers, französischer Jazzbariton- und Altsaxophonist (* 1926)
- 00. Oktober: Richard Grossman, US-amerikanischer Jazzpianist und -komponist (* 1937)

### November
- 04. November: Franz Trenner, deutscher Musikwissenschaftler (* 1915)
- 04. November: Pierre Wissmer, schweizerisch-französischer Komponist, Pianist und Klavierpädagoge (* 1915)
- 05. November: Baptista Siqueira, brasilianischer Musikwissenschaftler und Komponist (* 1906)
- 06. November: Bert Rudolf, österreichischer Komponist (* 1905)
- 07. November: Henri Temianka, US-amerikanischer Geiger, Dirigent und Musikpädagoge (* 1906)
- 08. November: Larry Levan, US-amerikanischer DJ und Musikproduzent (* 1954)
- 08. November: Red Mitchell, US-amerikanischer Jazzbassist (* 1927)
- 10. November: Brian Leake, britischer Jazzmusiker (Piano, Saxophon, Klarinette, Komposition) (* 1934)
- 13. November: Maurice Ohana, französischer Komponist (* 1913)
- 13. November: Franco Calabrese, italienischer Opernsänger (Bassbariton) (* 1923)
- 14. November: George Rufus Adams, US-amerikanischer Jazzmusiker (Tenorsaxophon, Flöte, Gesang, Komposition) (* 1940)
- 14. November: Victor Reinshagen, Schweizer Dirigent und Komponist (* 1908)
- 15. November: Toots Mondello, US-amerikanischer Jazzaltsaxophonist (* 1911)
- 15. November: Andrij Schtoharenko, ukrainischer Komponist und Hochschullehrer (* 1902)
- 20. November: Félix Marten, französischer Schauspieler und Sänger (* 1919)
- 21. November: Severino Gazzelloni, italienischer Flötist (* 1919)
- 23. November: Roy Acuff, Country-Sänger und Musik-Verleger (* 1903)
- 23. November: Gerhard Otto, deutscher Flötist (* 1914)
- 24. November: Xavier Darasse, französischer Komponist und Organist (* 1934)
- 24. November: Frieda Litschauer-Krause, österreichische Cellistin (* 1903)
- 24. November: Henriette Puig-Roget, französische Organistin, Pianistin und Komponistin (* 1910)
- 24. November: Kurt Schmitt, deutscher Pianist (* 1924)
- 24. November: June Tyson, US-amerikanische Jazzsängerin (* 1936)
- 25. November: Oscar Borgerth, brasilianischer Violinist und Musikpädagoge (* 1906)
- 25. November: Sleepy Jeffers, US-amerikanischer Country-Musiker (* 1922)
- 25. November: Mark Ossipowitsch Reisen, sowjetischer Opernsänger (Bass) (* 1895)
- 26. November: Marcel Cordes, deutscher Opern- und Konzertsänger (Bariton) (* 1920)
- 27. November: Daniel Santos, puerto-ricanischer Sänger und Komponist (* 1916)
- 29. November: Tomasz Kiesewetter, polnischer Komponist, Dirigent und Musikpädagoge (* 1911)
- 29. November: Paul Ryan, britischer Sänger und Songwriter (* 1948)
- 30. November: Gerald Weinkopf, deutscher Musiker (Tenorsaxophonist, Flötist, Komponist, Arrangeur) und Fernsehjournalist (* 1925)

### Dezember
- 02. Dezember: Leo Barkin, kanadischer Pianist und Musikpädagoge (* 1905)
- 06. Dezember: Heorhij Majboroda, sowjetischer und ukrainischer klassischer Komponist (* 1913)
- 06. Dezember: Yngve Sköld, schwedischer Komponist (* 1899)
- 10. Dezember: Bernard Reichel, Schweizer Komponist und Musiker (* 1901)
- 11. Dezember: Andy Kirk, US-amerikanischer Big-Band-Leader und Bassist (Basssaxophon, Tuba) (* 1898)
- 19. Dezember: Curtis Peagler, US-amerikanischer Jazz-Alt- und Tenorsaxophonist (* 1929)
- 21. Dezember: Philip Farkas, US-amerikanischer Hornist und Mitbegründer der International Horn Society (* 1914)
- 21. Dezember: Albert King, US-amerikanischer Blues-Musiker (* 1923)
- 21. Dezember: Nathan Milstein, US-amerikanischer Violinist (* 1904)
- 23. Dezember: Eddie Hazel, US-amerikanischer Gitarrist (* 1950)
- 23. Dezember: Hank Mizell, US-amerikanischer Sänger, Gitarrist und Songwriter (* 1923)
- 26. Dezember: Nikita Magaloff, russischer Pianist (* 1912)
- 27. Dezember: Stephen Albert, US-amerikanischer Komponist (* 1941)
- 28. Dezember: Mort Greene, US-amerikanischer Liedtexter, Autor, Filmproduzent und Filmkomponist (* 1912)
- 28. Dezember: Evžen Jegorov, tschechischer Schauspieler und Jazzmusiker (Saxophon, Klarinette) (* 1937)
- 28. Dezember: Elfie Mayerhofer, österreichische Filmschauspielerin und Sängerin (* 1917)
- 30. Dezember: Lussine Sakarjan, sowjetisch-armenische Opernsängerin (Sopran) (* 1937)
- 31. Dezember: Dan Mândrilă, rumänischer Tenorsaxophonist, Klarinettist und Komponist (* 1938)

### Genaues Todesdatum unbekannt
- Ulrich Baudach, deutscher Kirchenmusiker (* 1921)
- Werner Bosch, deutscher Orgelbauer (* 1916)
- Greville Cooke, englischer Komponist und Musikpädagoge (* 1894)
- Keith Cummings, australischer Bratschist (* 1906)
- César Franchisena, argentinischer Komponist und Musikpädagoge (* 1923)
- Christopher Lewis, kanadischer Musikwissenschaftler (* 1947)
- Helmut Mönkemeyer, deutscher Musikpädagoge und Herausgeber (* 1905)
- Moonshine Kate, US-amerikanische Old-Time-Musikerin (* 1909)
- Gerald Oshita, US-amerikanischer Jazz- und Improvisationsmusiker (Saxophon, Shakuhachi), Komponist und Tontechniker (* 1942)
- Yoram Paporisz, deutsch-israelischer Komponist (* 1944)
- Mavis Rivers, samoanische Sängerin (* 1929)
- Glacho Sacharowi, sowjetisch-georgischer Sänger (* 1903)
- Manus Sasonkin, US-amerikanischer Komponist, Cembalist, Pianist, Dirigent, Musikwissenschaftler und -pädagoge (* 1930)
- Nikolai Nikolajewitsch Sidelnikow, russischer Komponist (* 1930)
- Hans Maria Wellen, deutscher Komponist, Organist und Dirigent (* 1932)